# 八幡神社 (東京都府中市白糸台一丁目)
八幡神社（はちまんじんじゃ）は、東京都府中市の神社。

## 歴史
1333年（正慶2年）に創建された。上野国碓氷郡八幡村（現・群馬県高崎市八幡町）の上野國一社八幡宮から分霊を勧請して創建された。1356年（正平11年）、武蔵守新田義宗により、社殿が再建されたが、1653年（承応2年）の洪水により社殿等が流出したため、現在地に移転した。
1875年（明治8年）、近代社格制度に基づく「村社」に列せられた。
当社には、国の重要文化財に指定されている「銅造阿弥陀如来立像」を所蔵している。明治初期の神仏分離や廃仏毀釈のあおりを受け、一時行方不明になったが、紆余曲折を経て、徳川宗家の徳川家達公爵の所有物となった。ところが、家達の夢の中に阿弥陀像が現れ、「染屋に戻して」と言われたことから、まもなく徳川家から返還された。

## 境内社
- 稲荷神社

## 文化財
- 銅造阿弥陀如来立像（重要文化財 昭和3年8月17日指定）[3]

## 交通アクセス
- 多磨霊園駅より徒歩9分。